# Xylocopa viridigastra
Xylocopa viridigastra es una de las especies de abejas o abejorros carpinteros en la familia Apidae. Se distribuye en Sudamérica, en Ecuador, Brasil, Perú y Chile (extremo norte).